# Švédsko na Letních olympijských hrách 1996
Švédsko na Letních olympijských hrách 1996 v Atlantě reprezentovalo 177 sportovců, z toho 111 mužů a 66 žen. Nejmladším účastníkem byla Mattias Eriksson (18 let, 304 dní), nejstarší pak Mats Johansson (44 let, 29 dní) . Reprezentanti vybojovali 8 medailí z toho 2 zlaté, 4 stříbrné a 2 bronzové.

## Medailisté
| Medaile | Jméno | Sport       | Disciplína                        |
| ------- | --- | ----------- | --------------------------------- |
| Zlato   | Ludmila Engquistová | Atletika    | Ženy běh na 100 metrů překážek    |
| Zlato   | Agneta Anderssonová Susanne Gunnarsson-Wiberg | Kanoistika  | Ženy kajak K2 500 m               |
| Stříbro | Magnus Petersson | Lukostřelba | Muži jednotlivci                  |
| Stříbro | Magnus Andersson Robert Andersson Per Carlén Martin Frändesjö Erik Hajas Robert Hedin Andreas Larsson Ola Lindgren Stefan Lövgren Mats Olsson Staffan Olsson Johan Pettersson Tomas Sivertsson Tomas Svensson Pierre Thorsson Magnus Wislander | Házená      | Turnaj mužů                       |
| Stříbro | Lars Frölander Anders Holmertz Anders Lyrbring Christer Wallin | Plavání     | Muži štafeta 4 x 200 m volný styl |
| Stříbro | Bobby Lohse Hans Wallén | Jachting    | Družstvo mužů třída Star          |
| Bronz   | Agneta Anderssonová Ingela Ericsson Anna Olsson Susanne Rosenqvist | Kanoistika  | Ženy kajak K4 500 m               |
| Bronz   | Mikael Ljungberg | Zápas       | Muži řecko-římský do 100 kg       |